# Central hidroeléctrica de La Riera
La central de La Riera es una central hidroeléctrica situada la parroquia del mismo nombre, en el concejo asturiano de Somiedo. Aprovecha las aguas de los ríos Somiedo y Saliencia, mediante sendos embalses que abastecen a la central a través de un sistema de canales y tuberías, para la generación de energía eléctrica.
Las obras de construcción, promovidas por Hidroeléctrica del Cantábrico, hoy HC Energía, comenzaron en 1930 y se prolongaron hasta 1945. Posee tres grupos generadores, 2 puestos en funcionamiento en 1946 y el tercero en 1956, de 2,61 MW cada uno, con una potencia total instalada de 7,8 MW.
Dispone de turbinas tipo Francis vertical y el caudal máximo de circulación es de 7,2 m³/s. En año medio, produce una energía de 36.000 MWh